# Seulocia pulchra
Seulocia pulchra is een krabbensoort uit de familie van de Leucosiidae. De wetenschappelijke naam van de soort is voor het eerst geldig gepubliceerd in 1978 door Shen & Chen.